# Blackhawk (Dacota do Sul)
Blackhawk é uma Região censo-designada localizada no estado norte-americano de Dakota do Sul, no Condado de Meade.

## Demografia
Segundo o censo norte-americano de 2000, a sua população era de 2432 habitantes.

## Geografia
De acordo com o United States Census Bureau tem uma área de 
5,6 km², dos quais 5,6 km² cobertos por terra e 0,0 km² cobertos por água. Blackhawk localiza-se a aproximadamente 1109 m acima do nível do mar.

## Localidades na vizinhança
O diagrama seguinte representa as localidades num raio de 20 km ao redor de Blackhawk. 